# Ігрейна
Ігрейна, Ігрейна (англ. Igraine, лат. Igerna, валл. Eigyr, фр. Igerne, у «Смерті Артура» Томаса Мелорі використовується варіант Igraine, в «Парцифалі» Вольфрама фон Ешенбаха — Arnive) — персонажка артурівського циклу, мати Артура від свого другого чоловіка — короля Утера Пендрагона. У першому шлюбі була дружиною Горлуа, герцога Корнуолла, від якого народила єдиноутробних сестер Артура: Моргаузу, Елейн і Фею Моргану (родинний зв'язок останньої з Артуром з'являється в пізніших творах циклу).

## Сімейне дерево
|           |           |           |           |           |           |       |       |             |             |             |             |             |             |  |  |            |            | г. Горлуа  | г. Горлуа  | г. Горлуа  | г. Горлуа  | г. Горлуа | г. Горлуа |         |         |         |         |         |         |  |  |                    |                    |                    |                    | Ігрейна            | Ігрейна            | Ігрейна | Ігрейна | Ігрейна         | Ігрейна         |                 |                 |                 |                 |  |  |              |              |              |              | к. Утер Пендрагон | к. Утер Пендрагон | к. Утер Пендрагон | к. Утер Пендрагон | к. Утер Пендрагон | к. Утер Пендрагон |          |          | к. Лодеґранс | к. Лодеґранс | к. Лодеґранс | к. Лодеґранс | к. Лодеґранс | к. Лодеґранс |  |  |  |  |  |  |
|           |           |           |           |           |           |       |       |             |             |             |             |             |             |  |  |            |            | г. Горлуа  | г. Горлуа  | г. Горлуа  | г. Горлуа  | г. Горлуа | г. Горлуа |         |         |         |         |         |         |  |  |                    |                    |                    |                    | Ігрейна            | Ігрейна            | Ігрейна | Ігрейна | Ігрейна         | Ігрейна         |                 |                 |                 |                 |  |  |              |              |              |              | к. Утер Пендрагон | к. Утер Пендрагон | к. Утер Пендрагон | к. Утер Пендрагон | к. Утер Пендрагон | к. Утер Пендрагон |          |          | к. Лодеґранс | к. Лодеґранс | к. Лодеґранс | к. Лодеґранс | к. Лодеґранс | к. Лодеґранс |  |  |  |  |  |  |
|           |           |           |           |           |           |       |       |             |             |             |             |             |             |  |  |            |            |            |            |            |            |           |           |         |         |         |         |         |         |  |  |                    |                    |                    |                    |                    |                    |         |         |                 |                 |                 |                 |                 |                 |  |  |              |              |              |              |                   |                   |                   |                   |                   |                   |          |          |              |              |              |              |              |              |  |  |  |  |  |  |
|           |           |           |           |           |           |       |       |             |             |             |             |             |             |  |  |            |            |            |            |            |            |           |           |         |         |         |         |         |         |  |  |                    |                    |                    |                    |                    |                    |         |         |                 |                 |                 |                 |                 |                 |  |  |              |              |              |              |                   |                   |                   |                   |                   |                   |          |          |              |              |              |              |              |              |  |  |  |  |  |  |
| к. Уріенс | к. Уріенс | к. Уріенс | к. Уріенс | к. Уріенс | к. Уріенс |       |       | Фея Моргана | Фея Моргана | Фея Моргана | Фея Моргана | Фея Моргана | Фея Моргана |  |  | к. Нантрес | к. Нантрес | к. Нантрес | к. Нантрес | к. Нантрес | к. Нантрес |           |           | Елейна  | Елейна  | Елейна  | Елейна  | Елейна  | Елейна  |  |  | к. Лот Оркнейський | к. Лот Оркнейський | к. Лот Оркнейський | к. Лот Оркнейський | к. Лот Оркнейський | к. Лот Оркнейський |         |         | Моргауза        | Моргауза        | Моргауза        | Моргауза        | Моргауза        | Моргауза        |  |  | Король Артур | Король Артур | Король Артур | Король Артур | Король Артур      | Король Артур      |                   |                   |                   |                   |          |          | Гвіневра     | Гвіневра     | Гвіневра     | Гвіневра     | Гвіневра     | Гвіневра     |  |  |  |  |  |  |
| к. Уріенс | к. Уріенс | к. Уріенс | к. Уріенс | к. Уріенс | к. Уріенс |       |       | Фея Моргана | Фея Моргана | Фея Моргана | Фея Моргана | Фея Моргана | Фея Моргана |  |  | к. Нантрес | к. Нантрес | к. Нантрес | к. Нантрес | к. Нантрес | к. Нантрес |           |           | Елейна  | Елейна  | Елейна  | Елейна  | Елейна  | Елейна  |  |  | к. Лот Оркнейський | к. Лот Оркнейський | к. Лот Оркнейський | к. Лот Оркнейський | к. Лот Оркнейський | к. Лот Оркнейський |         |         | Моргауза        | Моргауза        | Моргауза        | Моргауза        | Моргауза        | Моргауза        |  |  | Король Артур | Король Артур | Король Артур | Король Артур | Король Артур      | Король Артур      |                   |                   |                   |                   |          |          | Гвіневра     | Гвіневра     | Гвіневра     | Гвіневра     | Гвіневра     | Гвіневра     |  |  |  |  |  |  |
|           |           |           |           |           |           |       |       |             |             |             |             |             |             |  |  |            |            |            |            |            |            |           |           |         |         |         |         |         |         |  |  |                    |                    |                    |                    |                    |                    |         |         |                 |                 |                 |                 |                 |                 |  |  |              |              |              |              |                   |                   |                   |                   |                   |                   |          |          |              |              |              |              |              |              |  |  |  |  |  |  |
|           |           |           |           | Івейн     | Івейн     | Івейн | Івейн | Івейн       | Івейн       |             |             |             |             |  |  |            |            |            |            |            |            |           |           |         |         |         |         |         |         |  |  |                    |                    |                    |                    |                    |                    |         |         |                 |                 |                 |                 |                 |                 |  |  |              |              |              |              |                   |                   |                   |                   |                   |                   | г. Санам | г. Санам | г. Санам     | г. Санам     | г. Санам     | г. Санам     |              |              |  |  |  |  |  |  |
|           |           |           |           | Івейн     | Івейн     | Івейн | Івейн | Івейн       | Івейн       |             |             |             |             |  |  |            |            |            |            |            |            |           |           |         |         |         |         |         |         |  |  |                    |                    |                    |                    |                    |                    |         |         |                 |                 |                 |                 |                 |                 |  |  |              |              |              |              |                   |                   |                   |                   |                   |                   | г. Санам | г. Санам | г. Санам     | г. Санам     | г. Санам     | г. Санам     |              |              |  |  |  |  |  |  |
|           |           |           |           |           |           |       |       |             |             |             |             |             |             |  |  | Ґавейн     | Ґавейн     | Ґавейн     | Ґавейн     | Ґавейн     | Ґавейн     |           |           | Гахеріс | Гахеріс | Гахеріс | Гахеріс | Гахеріс | Гахеріс |  |  | Агравейн           | Агравейн           | Агравейн           | Агравейн           | Агравейн           | Агравейн           |         |         | Ґарет Білоручка | Ґарет Білоручка | Ґарет Білоручка | Ґарет Білоручка | Ґарет Білоручка | Ґарет Білоручка |  |  |              |              |              |              |                   |                   |                   |                   |                   |                   |          |          |              |              |              |              |              |              |  |  |  |  |  |  |
|           |           |           |           |           |           |       |       |             |             |             |             |             |             |  |  | Ґавейн     | Ґавейн     | Ґавейн     | Ґавейн     | Ґавейн     | Ґавейн     |           |           | Гахеріс | Гахеріс | Гахеріс | Гахеріс | Гахеріс | Гахеріс |  |  | Агравейн           | Агравейн           | Агравейн           | Агравейн           | Агравейн           | Агравейн           |         |         | Ґарет Білоручка | Ґарет Білоручка | Ґарет Білоручка | Ґарет Білоручка | Ґарет Білоручка | Ґарет Білоручка |  |  |              |              |              |              |                   |                   |                   |                   | Ліонора           |                   |          |          |              |              |              |              |              |              |  |  |  |  |  |  |
|           |           |           |           |           |           |       |       |             |             |             |             |             |             |  |  |            |            |            |            |            |            |           |           |         |         |         |         |         |         |  |  |                    |                    |                    |                    |                    |                    |         |         |                 |                 |                 |                 |                 |                 |  |  |              |              |              |              |                   |                   |                   |                   |                   |                   |          |          |              |              |              |              |              |              |  |  |  |  |  |  |
|           |           |           |           |           |           |       |       |             |             |             |             |             |             |  |  |            |            |            |            |            |            |           |           |         |         |         |         |         |         |  |  |                    |                    |                    |                    |                    |                    |         |         |                 |                 |                 |                 | Мордред         |                 |  |  |              |              |              |              |                   |                   |                   |                   |                   |                   |          |          |              |              |              |              |              |              |  |  |  |  |  |  |
|           |           |           |           |           |           |       |       |             |             |             |             |             |             |  |  |            |            |            |            |            |            |           |           |         |         |         |         |         |         |  |  |                    |                    |                    |                    |                    |                    |         |         |                 |                 |                 |                 |                 |                 |  |  |              |              |              |              | Борр              |                   |                   |                   |                   |                   |          |          |              |              |              |              |              |              |  |  |  |  |  |  |

- г. - герцог
- к. - король

## Гальфрід Монмутський
Перша згадка, що дійшла до нас про Ігрейну, міститься в «Історії королів Британії» («Історія бриттів») Гальфріда Монмутського, де вона з'являється як дружина Горлуа, герцога Корнуолла. У неї закохується король Утер Пендрагон і намагається завоювати її увагу при дворі. Вона розповідає про це чоловікові, який відправляє її в Корнуолл, не питаючи у короля дозволу на від'їзд. Цей несподіваний від'їзд дає Утеру привід оголосити Горлуа війну. Горлуа управляє військовими діями із замка Діміліок, а дружину залишає в безпеці в замку Тінтагель.
Прийнявши за допомогою Мерліна вигляд Горлуа, Утер Пендрагон отримує можливість потрапити в Тінтагель, щоб задовольнити свою хіть. Він обманом опановує Ігрейною — вона приймає його за свого чоловіка, і вагітніє Артуром. У ту ж ніч її чоловік Горлуа убитий в битві. Гальфрід не вказує, а подальші джерела не приходять до згоди, чи загинув Горлуа до або після зачаття Артура (що може бути важливо для визначення того, чи може дитина вважатися законним після одруження його матері і його справжнього батька). Пізніше Утер Пендрагон одружується на Ігрейні.
Згідно з Гальфрідом, Ігрейна також народжує від Утера дочку Ганну, яка згодом стає матір'ю Гавейна і Мордреда. Також Гальфрід згадує короля Хоеля Бретонського як племінника Артура і передбачає, що від дочки Утера відбудуться сім королів, що може бути правдою, якщо Хоель є сином Ганни, але неможливо, якщо вона мати тільки Утера і Гавейна.

## Роберт де Борін
У «Мерліна» Роберта де Боріна попередній чоловік Ігрейни — безіменний герцог Тінтагель, і йому вона народжує двох дочок, чиї імена також невідомі. Одна з них виходить заміж за короля Лота і стає матір'ю Гавейна, Мордреда, Гарета і Гахеріса. Друга дочка, в деяких варіантах також безіменна, але в деяких звана Морганою, одружена з королем Нентресом Гарлотським. Третя незаконна дочка герцога Тінтагель відправлена на навчання, і дізнається так багато, що стає великою чарівницею Феєю Морг.
Фактично, «Морг» (Morgue) і «Моргана» (Morgaine) — форми одного і того ж імені. Крім того, жодне джерело крім де Боріна не вказує, що Фея Моргана — незаконна дочка і, отже, зведена сестра Артура. Відповідно до Роберта де Боріна, Ігрейна вмирає раніше за свого другого чоловіка.

## «Мерлін» з «Циклу Вульгати»
У «Мерліна» з «Циклу Вульгати» Ігрейні приписуються два більш ранніх чоловіка. Від першого з них, Хоеля, у неї було дві дочки: мати Гавейна і дочка на ім'я Блазін, що вийшла заміж за Нентреса Гарлотського. Після смерті Хоеля Ігрейна вийшла за герцога Тінтагель і від нього народила ще трьох дочок: третя дочка, яка вийшла за короля Бріадаса і стала матір'ю короля Ангуселя Шотландського (ні в одному більш збереженому тексті він не доводиться племінником Артуру), четверта дочка на ім'я Гермесент, яка вийшла за короля Уріена і стала матір'ю Івейна, і п'ята дочка — Фея Моргана.

## Кілох і Олвен
Валлійська історія «Кілох і Олвен», що входить у Мабіногіон, також згадує Горманта, сина Рикка, як єдиноутробного брата Артура, старшого з правителів Корнуолл. Можна припустити, що Рикка — ще одне ім'я Горлуа (хоча валлійський переклад Гальфріда називає його «Gwrlais»), але також у Гальфріда згадується Гормант Африканець, король Ірландії (ця інформація базується на французькому chanson de geste під назвою «Gormant et Isenbart»), і цей Гормант може виявитися «Gormant ap Rica», що є можливим спотворенням «Gormant Africa».

## Інші джерела
У «Пост-Вульгаті» і на «Смерті Артура» сера Томаса Мелорі дружиною короля Урієна і матір'ю Івейн стала Фея Моргана. В інших джерелах Івейн взагалі не є племінником Артура, хоча його все ще іноді роблять кузеном Гавейна, оскільки їхніх батьків часом представляють як братів.
«Смерть Артура» називає першу дочку Моргаузою, другу Елейн і третю — Феєю Морганою, не вказуючи Моргану як незаконнонароджену. Ланселот описується як син сестри Артура Кларіни в «Ланцелеті» Ульріха фон Цацікховена, Карадок Короткорукий є сином сестри Артура в «прозаїчному Ланселоті», Персіваль — син сестри Артура Acheflour в англійському романі «Сер Персіваль». Історії про Артура не узгоджуються між собою і нові сестри Артура, мабуть, створюються за бажанням будь-якого оповідача, який захотів зробити героя племінником короля.
У валлійській традиції Ігрейна — дочка Амлауда Вледіка (англ. Amlawdd Wledig). У «Brut Tysilio» перекладач додає інформацію, згідно з якою герцог Кадоре Корнуолльський є сином Горлуа, можна припустити, що від Ігрейни. Те ж саме говориться і в «Хроніках» Річарда Хардінга, де Кадоре названий братом Артура з боку матері. Протилежні погляди представлені в «Бруті» Лайамона, де Кадоре спочатку з'являється як лідер, який бере на себе управління людьми Утера, коли ті атаковані Горлуа в той час, як Утер таємно перебуває з Ігрейною в Тінтагель. У англійському «Alliterative Morte Arthure» Кадоре названий «кузеном» Артура.
«Прозаїчний Ланселот» вказує, що, коли Ігрейна стала дружиною Утера, в герцогстві Тінтагель залишився син герцога від попереднього шлюбу. Деякі лицарські романи показують Ігрейну живою після смерті Утера. У лицарському романі «Персеваль, або Повість про Грааль» Кретьєна де Труа вона і її дочка, мати Гавейна, знайдені Гавейном в зачарованому замку під назвою Замок Чудес. Гавейн вважав і мати, і бабусю давно мертвими. Цей же епізод з'являється в «Парцифалі» Вольфрама фон Ешенбаха і в «Diu Krone» Генріха фон дем Тюрліна. В обох з них пізніше пояснюється, що Ігрейна була викрадена чарівником, що зачарував замок.